# Catello Amarante (canottiere 1979)
Catello Amarante, noto anche come Catello Amarante I (Castellammare di Stabia, 15 agosto 1979), è un canottiere italiano.

## Biografia
Come componente dell'equipaggio italiano del quattro senza pesi leggeri, ha vinto la medaglia di bronzo alle Olimpiadi di Atene 2004, il bronzo ai mondiali 2007 e l'oro agli europei 2007.
Ci si riferisce a lui come "Catello Amarante I" per distinguerlo dall'omonimo cugino canottiere "Catello Amarante II", nato nel 1990.

## Palmarès
- Giochi olimpici

Atene 2004: bronzo nel 4 senza pesi leggeri.
- Campionati del mondo di canottaggio

Colonia 1998: argento nel 2 senza pesi leggeri.
Siviglia 2002: argento nel 4 senza pesi leggeri.
Milano 2003: bronzo nel 4 senza pesi leggeri.
Monaco di Baviera 2007: bronzo nel 4 senza pesi leggeri.
- Campionati europei di canottaggio

Poznań 2007: oro nel 4 senza pesi leggeri.
- Giochi del Mediterraneo

Almería 2005: argento nel 2 senza pesi leggeri.